# Гармата з фрегата «Тигр»
Гармата з фрегата «Тигр» — пам'ятник часів Кримської (Східної) війни 1854–1855 років, а саме бомбардування Одеси, на Приморському бульварі міста Одеси.

## Історія точного часу в Одесі
При перебуванні в Одесі О. С. Пушкін зустрічав ранок, почувши постріл сигнальної гармати із сторожового корабля, пришвартованого в гавані Одеського порту. І назавжди залишився відгомін цього пострілу в уривках з «Мандрівки Онєгіна»:
 Бывало, пушка зоревая: Лишь только грянет с корабля…(рос.)
Ту ж подробицю міського життя відзначила в повісті «Номерована ложа» Олена Ган: «Поволі слався вечірній туман по морю. Нарешті пролунала зорева гармата, постріл прокотився відгулом грому по хвилях і стих в далечині».
Тут вже мова йде про іншу гармату, ту, яка з кінця 1820-х років «сиділа» на ланцюзі на Миколаївському бульварі, приблизно там, де сьогодні верхній павільйон фунікулера. Вона була трофейною, османською, узятою російською армією як трофей в кампанію 1828 року. Стріляла вона не тільки вранці, але й увечері, а пізніше ще опівдні.
- «Полудень сповіщається в Одесі пострілом з гармати, що стоїть проти монумента герцога де Рішельє. В ту пору знак до нього подавався з дома графа Воронцова по хронометру, що знаходився там» — свідчив сучасник.

Про те, як це було, написав в книзі «Стара Одеса» О. М. Дерібас: «Біля полудня важливо і мірно крокує у пам'ятника Рішельє годинникар Штерн. З правого боку бульварних сходів два бравих артилеристи стоять біля гармати, з яких один, з ґнотом у руках, дивиться на Штерна, не спускаючи око. Раптом Штерн махає рукою, пролунав гарматний постріл — і всі портові судна оповістилися веселими дзвінками».
Годинники тоді, особливо кишенькові, мали далеко не всі, міських годинників було і того менше, і сигнальні постріли дозволяли хоч якось орієнтуватися в часі. Недаремно в «розписі» (кошторису) міських витрат, разом з поливанням бульвару, утриманням міських садів і газовим освітленням вулиць була передбачена перевірка, а також виправлення міського годинника та сигнальні постріли, для яких не було ні вихідних днів, ні свят.

## Чому гармата була наланцюзі
Мідь і в XIX столітті була в ціні, і не тільки зараз є мисливці за кольоровими металами. У одну з ночей перед самою Кримською війною що стояла на бульварі біля підніжжя пам'ятника дюку де Рішельє мідна сигнальна гармата безслідно зникла. Всі намагання поліції знайти її були марними. Пізніше стало відомо, що гармату розпиляли на частини. Поліція і градоначальник були у відчаї від цієї скандальної події.
Через деякий час після цього випадку до градоначальника на прийом просився з тюремного замку арештант-мазурик для секретної розмови. Випадки, коли арештанти повідомляли яку-небудь таємницю особисто градоначальникові без свідків, вже бували й раніше. Арештант — небезпечний злочинець в ланцюгах — був приведений в кабінет градоначальника під конвоєм. Він заявив, що може вказати свідка, який бачив, хто і коли украв гармату. За відкриття «секрету» він зажадав п'ять рублів. Градоначальник погодився і наказав одеському поліцмейстерові відправитися разом з арештантом туди, куди той вкаже. Арештант привів поліцію на бульвар і, як на свідка крадіжки, вказав на Дюка де Рішельє, у ніг якого раніше стояла гармата. Градоначальника спочатку охопив гнів, але потім він розреготався і видав дотепному арештантові п'ятірку. — розповідав думець-одесит Йосип Чижевич. — 
Спроби вкрасти гармату — з різних міркувань, в основному з пустощів і природного гумору одеситів, з різною часткою успіху — продовжувалися, поки її остаточно не викрали повторно. У 1880 році городяни клопотали про придбання нової гармати, і навіть велися переговори з керівництвом Керченської фортеці. У 1882 році перед тільки що призначеним генерал-губернатором краю героєм російсько-турецької війни 1878 року Гурко порушили клопотання про гармату. 30 липня 1882 місту-таки передали одну мідну гармату з числа відбитих в османів. З тих пір полуденні постріли поновилися, але гармата тепер вже стояла у дворі Воронцовського палацу і вивозилася на бульвар лише для пострілу опівдні.

## Кримська війната британськийфрегат«Тигр»

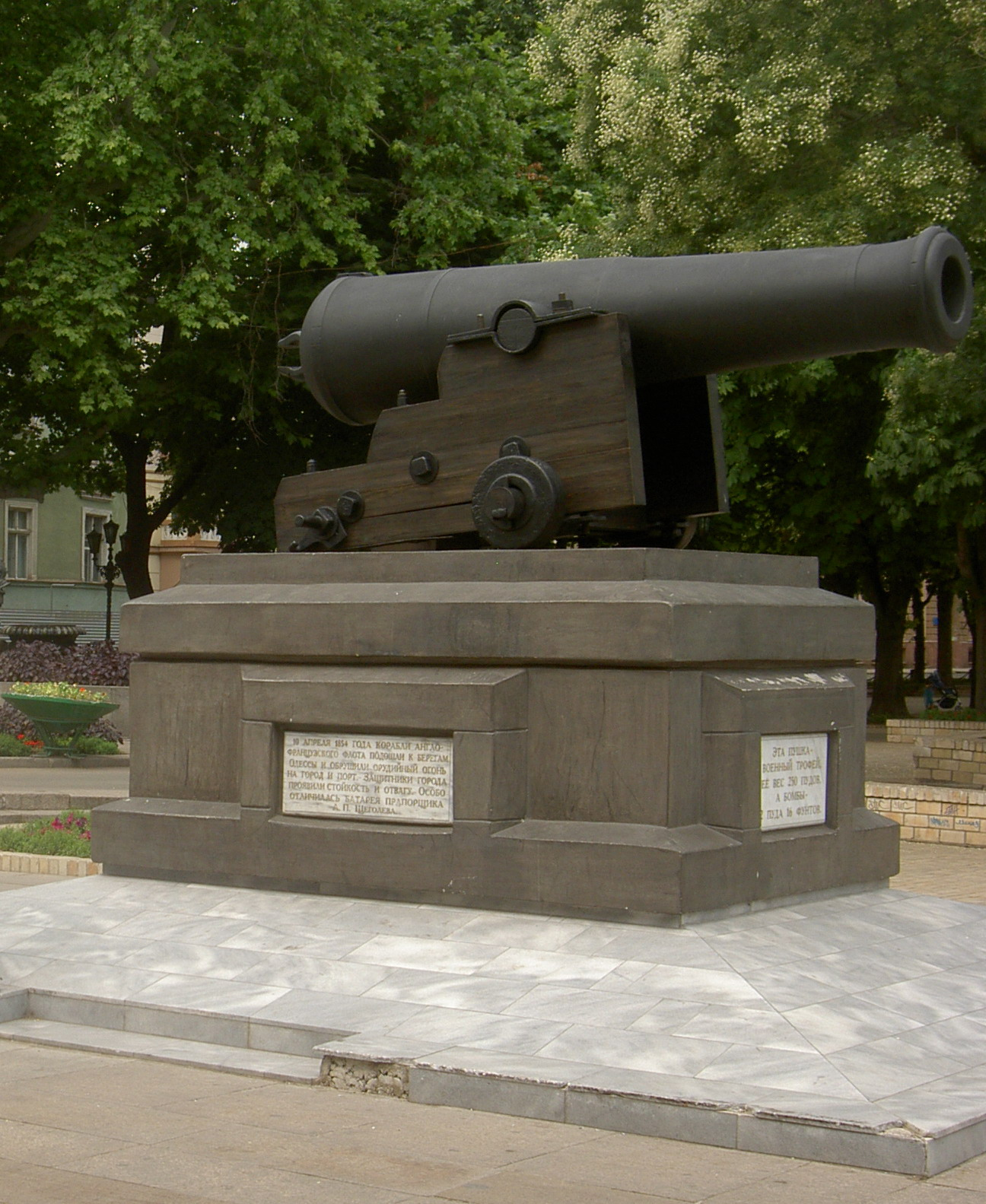
Табличка на пам'ятнику описує події тих часів

10 квітня 1854 року прикована сигнальна гармата мовчала. Ніхто не почув би її пострілу в гуркоті британо-французької корабельної артилерії і російських берегових батарей. Та і не до того було.
Йшла Кримська війна, пам'ятна сьогодні по героїчній обороні Севастополя. Цілий день, тринадцять годин без перерви, британо-французька ескадра бомбардувала Одесу, сильно пошкодивши будівлі міста і Воронцовський палац.
Двадцятидвохрічний артилерійський прапорщик А. Щоголєв висунув російські гармати своєї артилерійської батареї на край Практичного молу, прагнучи «дотягнутися» ядрами до ворожих кораблів, і протягом шести годин вів нерівний бій, відігнавши ескадру.
Через двадцять днів союзна ескадра понесла під Одесою істотну втрату, яку французький адмірал Гамелен розцінив як «національне нещастя»: у районі нинішньої Аркадії сів на мілину паровий фрегат «Тигр» — гордість тодішнього британського флоту. Увечері того ж дня фрегат, як повідомлялося в наший реляції, береговими батареями був «підпалений і, внаслідок того, підірваний у повітря». У травні 1854 водолази підняли з морського дна дев'ятнадцять гармат фрегата, більшість яких виявилися цілком справними.
«Дві бомбувальні гармати „Тигра“ перетягнули на батарею, яку побудував на свій рахунок Джіджі (Осип) Мокко поблизу нашого будинку в кінці Карантинної вулиці, одна з гармат при випробуванні розірвалася» — писав К. Скальковський у «Спогадах молодості».
Друга гармата довгий час залишалася на місці покинутої батареї, що поступово руйнувалася, яку в кінці квітня того ж 1864 року спорудив карантинний боцман Д. Мокко на початку вулиці Канатної біля будинку археолога І. П. Бларамберга.

## Гармата-пам'ятник
У 1903 році, напередодні п'ятдесятиріччя бомбардування Одеси, британську гармату відшукали і намірилися перетворити її на військово-історичний, як тоді говорили, пам'ятник. Для цього створили комісію, яка, як повідомлялося в газеті «Одеські новини»,
- «Прийняла заходи, щоб усі зруйновані від часу і нині відновлені частини морської бомбувальної гармати, знятої з військового британського судна „Тигр“, і лафета цілком відповідали епосі». Тоді ж водолази знову, тепер через півстоліття, побували на місці загибелі фрегата й підняли декілька ядер, відповідного калібру гармати.

Після реставрації гармату перевезли на Миколаївський бульвар, де у вересні 1904 року поставили на постамент, перетворивши з учасниці в свідка багатьох подій. Новий пам'ятник, що приваблював історичною достовірністю (саме ця гармата, не така ж, а саме ця, стріляла по місту), сколихнув пам'ять сучасників давніх подій.

## Сучасність

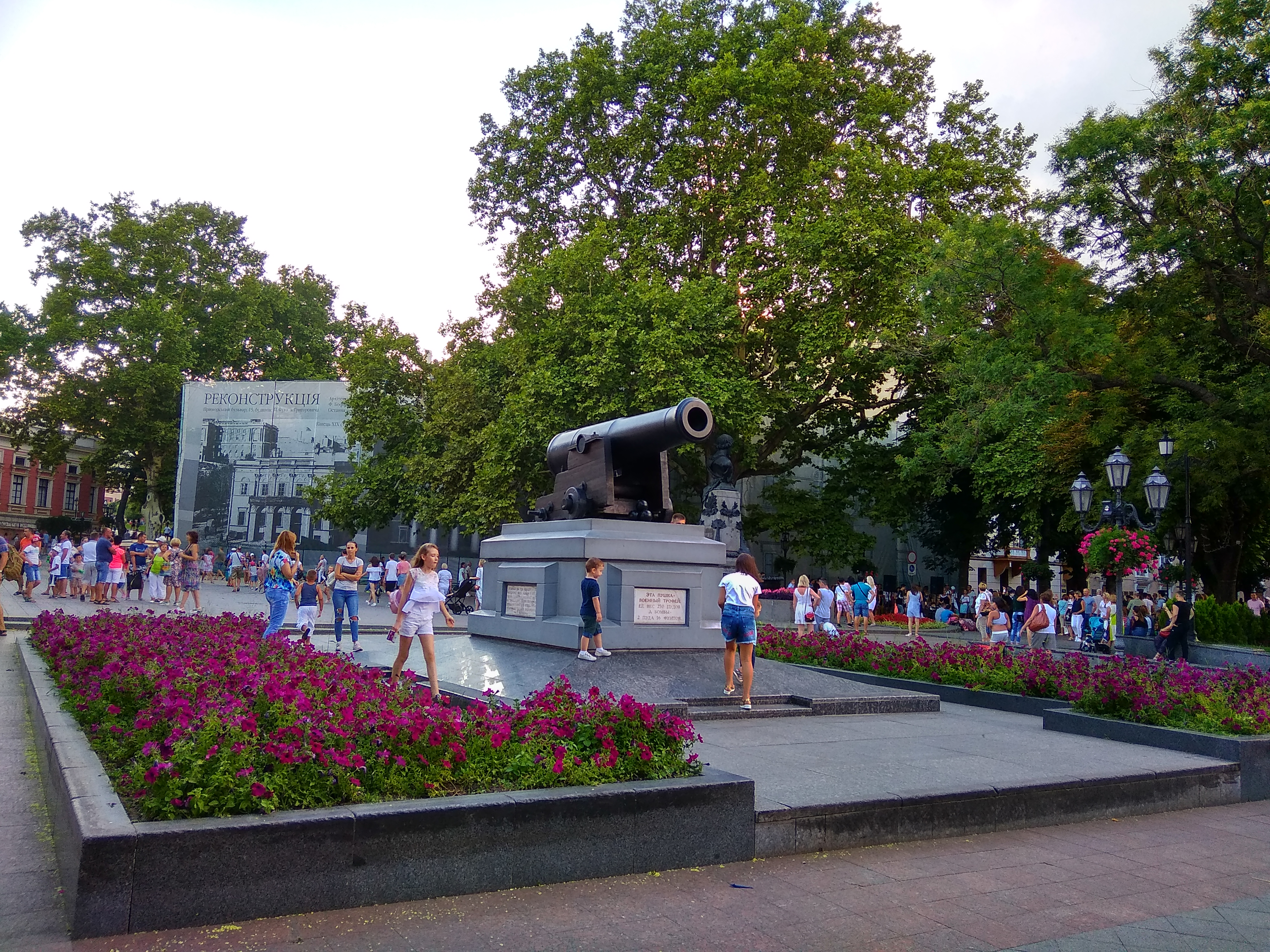
Гармата з фрегата «Тигр», Думська площа 2018 р.

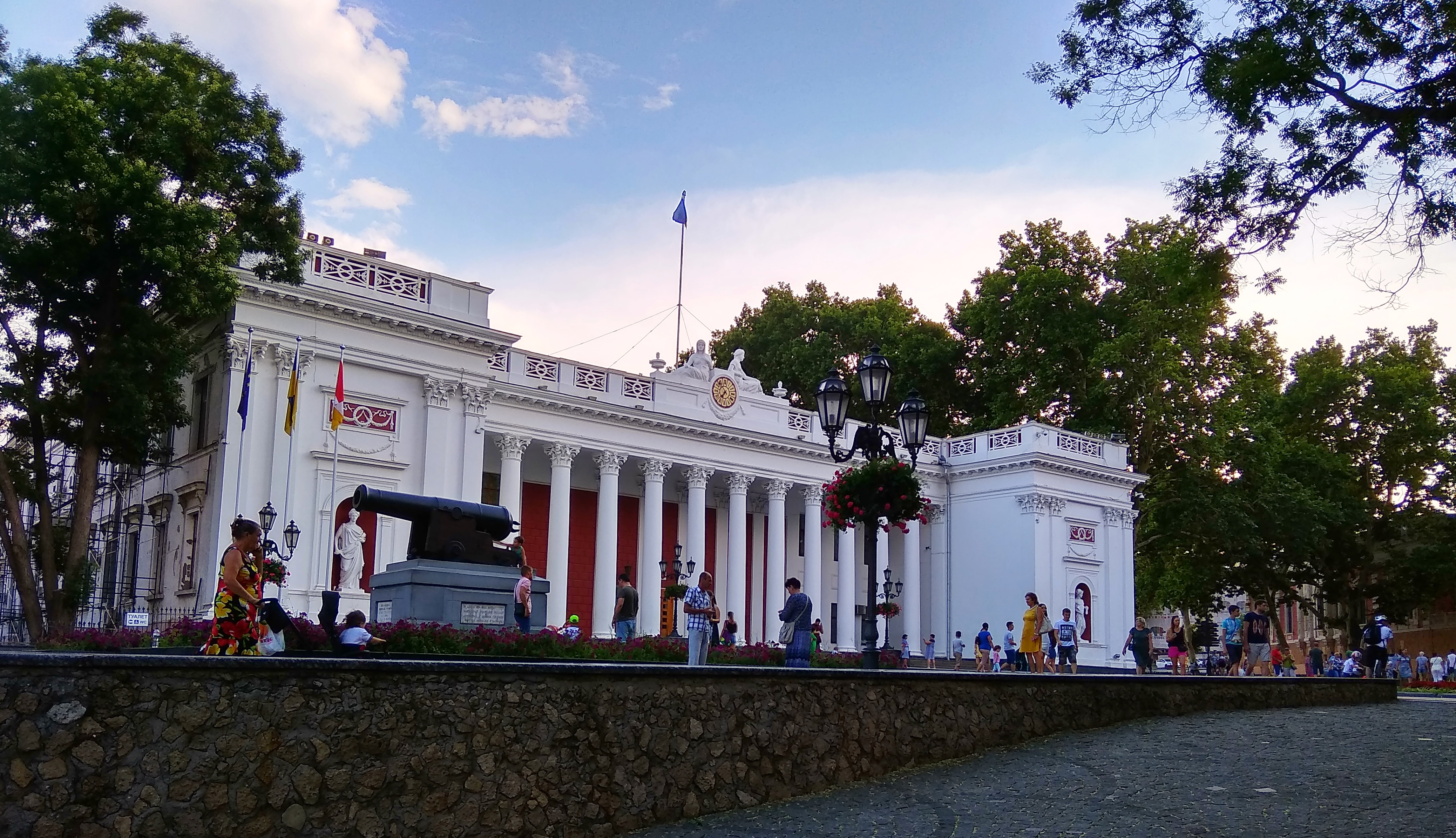
Думська площа

У серпні 2004 Одеський ремонтно-монтажний комбінат (ОРМК) закінчив реставрацію гармати з британського фрегата, встановленої на Думській площі. Ствол і деталі гармати 1847 року реставрувалися вперше (невелика реставрація була в 1975 році). Чавунна поверхня була відшліфована, покрита ґрунтівкою, а потім трьома шарами сучасної фарби. «Не зважаючи на такий шар покриття, гармата зберегла свій первинний історичний рельєф: збережена кожна тріщина і вибоїна на металі, це і було основним завданням при реставрації» — підкреслив співробітник підприємства І. Крихта.
Розбіжності виникли щодо реставрації лафета, на якому стояла гармата. Питання стояло в тому, щоб чи зробити його «під старовину» або залишити дерево світлим, не приховуючи факту реставрації. У остаточному варіанті лафет, після обробки морилкою, сіро-чорного кольору, немов з дна морить. Дошки для дерев'яної споруди вимочувалися в спеціальному розчині, що оберігає від дії навколишнього середовища і шкідників. Конструкція зроблена з сибірської модрини, на конструкціях з якої тримається Венеція. Останній раз лафет мінявся вісімнадцять років тому, в 1986 році, і був сосновим. З тих пір дерево повністю зробилося непридатним. «Майстри, які знімали гармату, розповіли, що знайшли в стволі близько двох десятків пляшок і банок, а меморіальні таблички були зроблені з старих надгробків другого кладовища» — відзначив І. Крошка.
19 серпня 2004 року відреставрована гармата вистрілила. —  [Архівовано 29 вересня 2007 у Wayback Machine.]  [Архівовано 29 вересня 2007 у Wayback Machine.]

## Вислови про одеську гармату
У 1917 році у вірші «Бульвар» Юрій Олеша писав про квітники «біля безголосої гармати».
- «Смутно пам'ятаю розповідь бабусі, маминої мами, почуту нею, у свою чергу, від її мами, тобто моєї прабабусі, історію артилерійського прапорщика Щоголєва», — писав в книзі «Розбите життя, або Чарівний ріг Оберона» Валентин Катаєв, сам артилерист в Першу світову і громадянську війну. У творах Катаєва раз у раз виникає одеська гармата.

В дні січневого повстання 1918 року герой роману «Хвилі Чорного моря» Гаврик Чорноіваненко, обороняючи від гайдамаків Центральної Ради Миколаївський бульвар, поставив один з кулеметів, якими був озброєний червоногвардійський загін, «біля підніжжя відомої історичної чавунної гармати».
По волі автора Гаврик прийде сюди і в жовтні 1941, в останній день оборони Одеси. Перед відходом партизанського загону в катакомби
- «Вони підійшли до старовинної чавунної гармати на ступінчастому дерев'яному лафеті, що стоїть над обривом. З-під обриву стирчали тонкі стволи зенітних гармат».

Пройде два з половиною роки, і партизани, що вийшли з катакомб, прийдуть на Приморський бульвар, де «пушка по-прежнему смотрела в открытое море, широко и свободно синевшее за портом» (рос.).
Це було 10 квітня 1944 року, рівно через дев'яносто років після бомбардування Одеси британо-французькою ескадрою, в день, про який в 1942 році мріяв і написав у вірші «Одеса» Семен Кірсанов:

Верю я: мы встретимся, товарищ,
В летний день на боевом борту,
У старинной пушки на бульваре,
В разноцветном, праздничном порту.(рос.)